# Edouard Agneessens
Edouard Agneessens (Brussel, 1842 - Ukkel, 1885) was een Belgisch realistisch kunstschilder.

## Leven en werk
Agneessens studeerde aan de Brusselse Academie in de periodes 1856-1865 en 1869-1870, waar hij lessen volgde van onder meer François-Joseph Navez. Hij was een leerling uit het vrije atelier van Jean-François Portaels. 
Agneessens schilderde onder meer een groot aantal portretten, figuren en stillevens. Hij behoorde tot een groep Belgische schilders die zich na het midden van de 19e eeuw begon af te keren van de sterk overheersende stijl van de academische kunst. Zelf combineerde Agneessens het academisme met impressionistische elementen door zijn gebruik van een vrije schilderwijze. Deze vertonen een veelal warme en harmonische kleurgeving met een delicaat zilvergrijs en roze tinten en een afwisseling van dikke en transparante verflagen.
Agneessens genoot ook bekendheid buiten België, onder meer in Rusland, waar hij in 1870 en 1871 verbleef en een groot aantal portretten van vooraanstaande personen vervaardigde. Vanaf 1875 kreeg Agneessens last van een psychische stoornis en in 1880 stopte hij met schilderen. Zijn psychische stoornis leidde tot zijn vroegtijdige dood in 1885.

## Musea
- Antwerpen, Brussel, Doornik, Elsene en Luik.

## Galerij

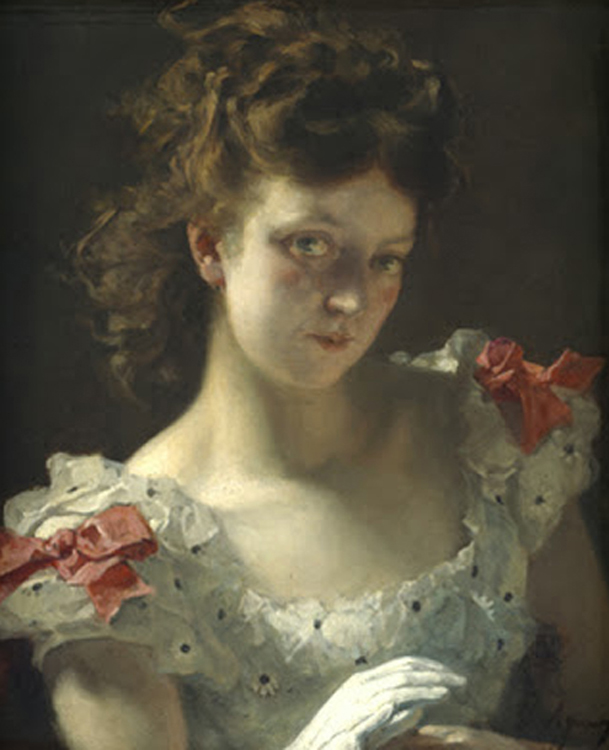
De vrouw met de handschoen Koninklijke Musea voor Schone Kunsten van België
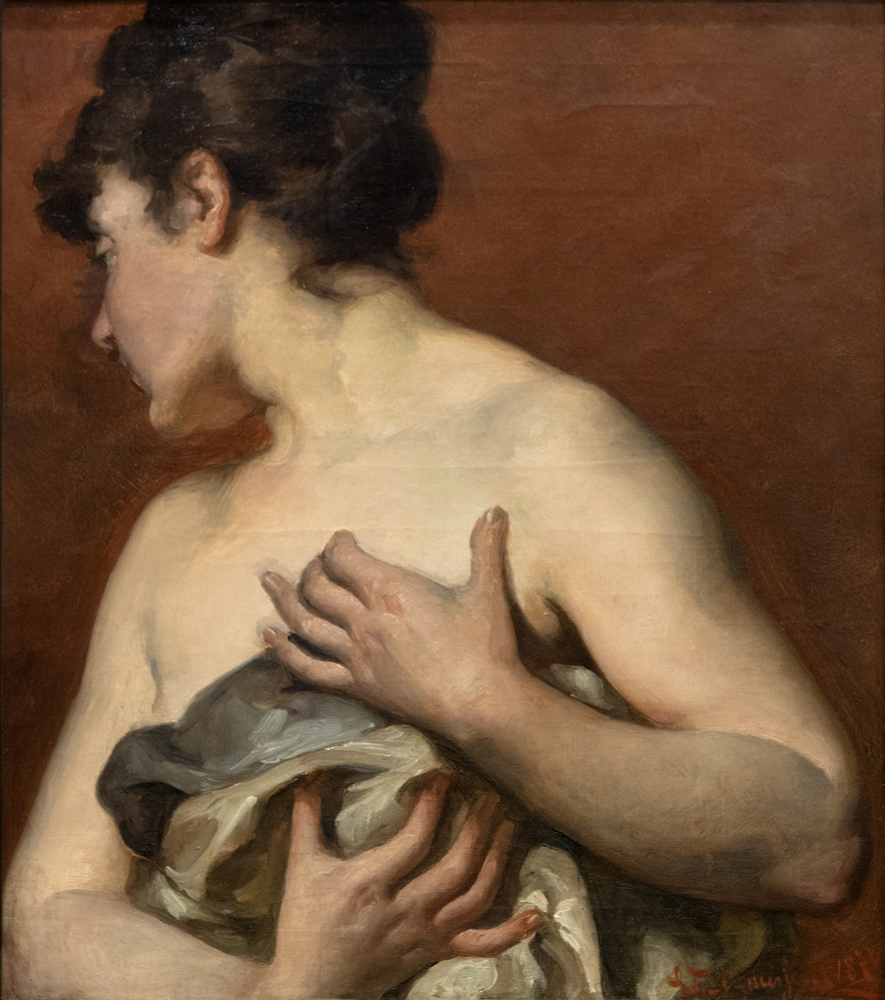
Naaktstudie (1879) in het Museum voor Schone Kunsten te Doornik
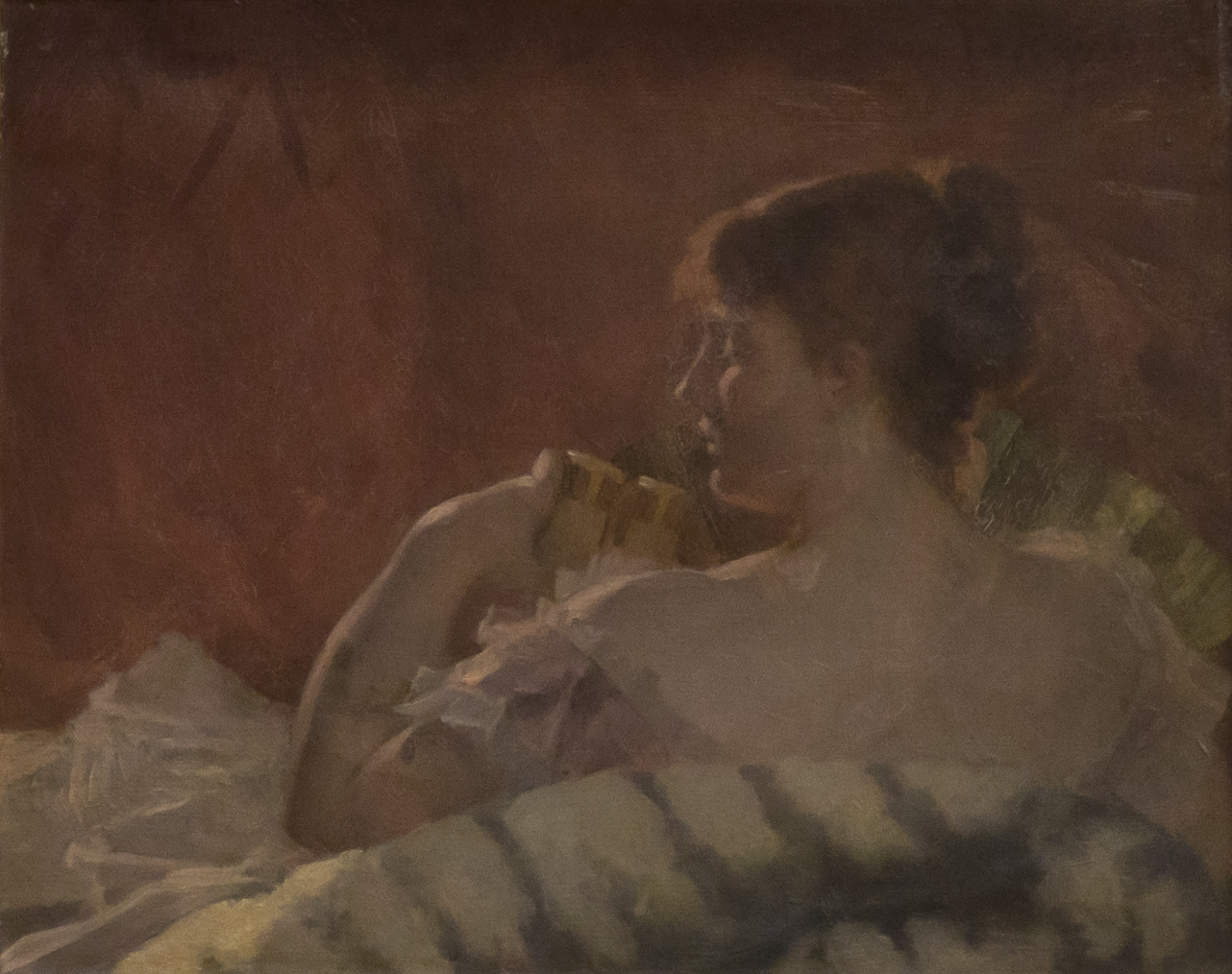
In het theater (1880) in het Museum voor Schone Kunsten (Doornik)
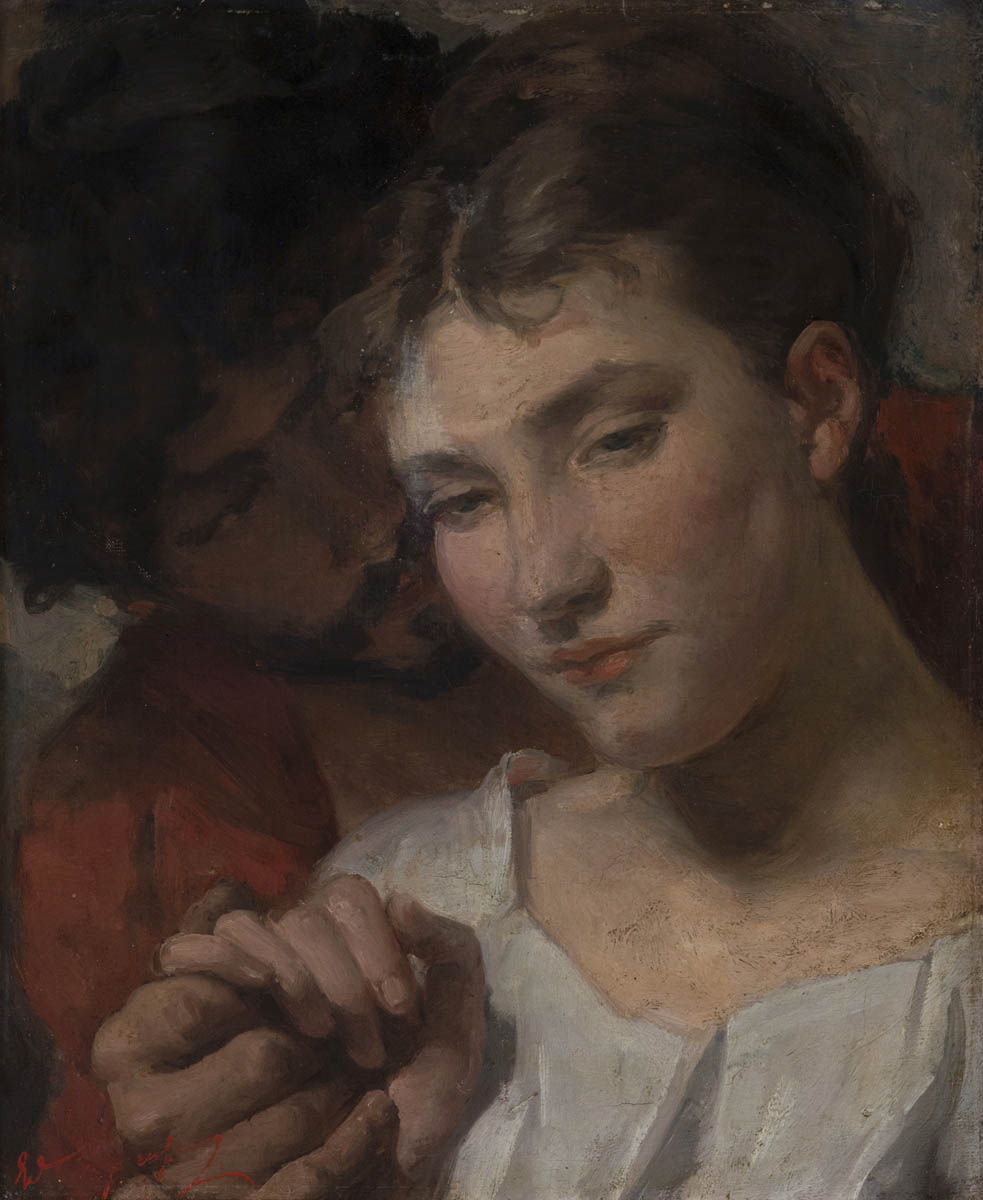
Verliefd koppel (voor 1880)
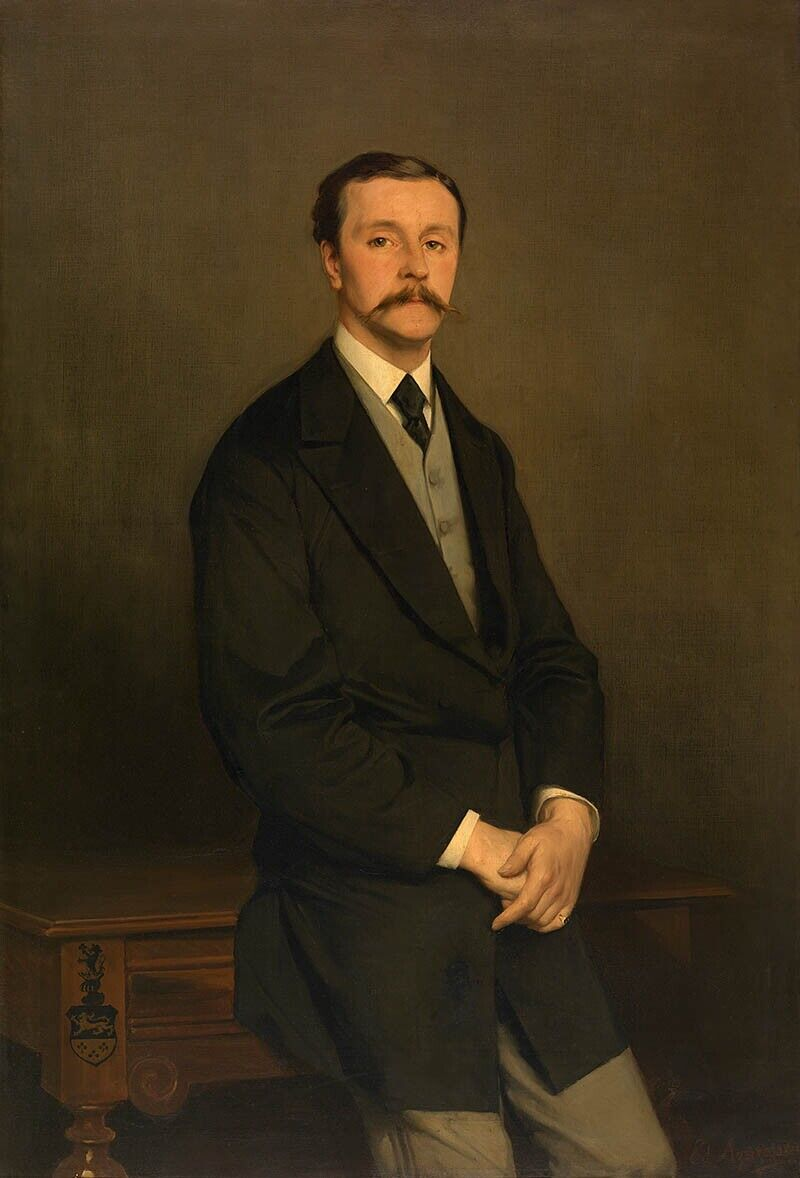
Portret van een man (1870/85), Koninklijk Museum voor Schone Kunsten Antwerpen